# ترافيس هولمز
ترافيس هولمز (9 مايو 1986 بتشارلوت في الولايات المتحدة - ) (بالإنجليزية: Travis Holmes)‏ هو لاعب كرة سلة أمريكي في مركز مدافع مسدد الهدف.

## وصلات خارجية
- ترافيس هولمز على موقع كرة السلة الأوروبية.كوم (الإنجليزية)
- ترافيس هولمز على موقع DraftExpress.com (الإنجليزية)
- ترافيس هولمز على موقع كلية كرة السلة في سبورتس رفرنس.كوم (الإنجليزية)
- ترافيس هولمز على موقع ريلجم (الإنجليزية)
- ترافيس هولمز على موقع بروبوليرز (الإنجليزية)